# Diario di un curato di campagna
Diario di un curato di campagna (Journal d'un curé de campagne) è un romanzo di Georges Bernanos scritto nel 1936.
Tradotto in 20 lingue, in Italia il libro fu pubblicato nel 1945 col titolo di Diario di un parroco di campagna.

## Trama
Un giovane prete appena ordinato viene inviato come parroco ad Ambricourt, piccolo villaggio francese.
Il giovane prete vuole ispirare la sua azione pastorale allo spirito del Vangelo, e per questo entra continuamente in contrasto con i parrocchiani. Non gli resta che affidare pensieri e tormenti a un diario segreto, strumento di presa di coscienza della propria interiorità e di conseguente auto-liberazione.
Per questioni di ministero deve occuparsi della situazione esistente nella famiglia di un conte che ha una relazione con la governante della sua figlia adolescente, Chantal. La contessa è nemica di tutti: il marito la trascura, vive solo del ricordo di un figlio morto piccolo, ha un atteggiamento di ribellione anche verso Dio.
Il giovane parroco le si avvicina, la aiuta a confessarsi, e la riporta alla fede; la notte seguente la contessa muore. Questo episodio rafforza l'ostilità della famiglia del conte e dei parrocchiani contro di lui.
Dopo poco tempo si scopre malato di cancro. Morirà poco dopo in casa di un ex compagno di seminario, prete spretato, tubercolotico, che ha abbandonato il sacerdozio per una donna. A lui chiederà l'assoluzione finale dei suoi peccati. L'amico accondiscende, anche se non nasconde il suo turbamento per il fatto che il parroco di Ambricourt è venuto a morire proprio nella sua casa di peccato. "Che cosa importa? Tutto è grazia", replica il sacerdote morente che scopre, adesso, come l'itinerario della sua esistenza sia stato guidato dalla Grazia.

## Accoglienza
Il romanzo ottenne nel 1936 il Grand Prix du roman de l'Académie française.

## Trasposizione cinematografica
Dal libro è stato tratto l'omonimo film diretto nel 1951 da Robert Bresson. Claude Laydu ne è l'interprete principale.
Julien Green ne ha detto: "Un'opera tutta fatta di verità interiore ha potuto per la prima volta passare sullo schermo senza la più piccola concessione".
In modo indiretto è legato al romanzo anche uno dei capolavori di Ingmar Bergman che si convinse a scrivere e a girare Luci d'inverno dopo aver visto il film di Bresson.

## Edizioni italiane
- Diario di un parroco di campagna, trad. di Dino Naldini, Firenze, Augusta, 1945. [nel colophon: finito di stampare il 15 ottobre 1945, presso la Tip. Giuntina in Firenze]
- Diario di un curato di campagna, trad. di Adriano Grande, con 8 illustrazioni di Fulvio Bianconi, Verona, Arnoldo Mondadori Editore, 1946.
- Diario di un curato di campagna, Prefazione e traduzione di Adriano Grande, Milano, Mondadori, 1946-1988.
- Diario di un curato di campagna, trad. di Adriano Grande, Presentazione di Oreste Del Buono, Milano, Garzanti, 1987.
- Diario di un parroco di campagna, trad. di Paola Messori, in Romanzi, Collana I Meridiani, Milano, 1998; Collana Oscar Classici moderni, Milano, Mondadori, 2002.
- Diario di un curato di campagna, trad. di Riccardo Ferrigato, Cinisello Balsamo (Milano), Edizioni San Paolo, 2019, ISBN 978-88-922-1608-2.
- Diario di un parroco di campagna, trad. di Nicola Cieri, Youcanprint, 2020, ISBN 978-88-316-4794-6.
- Diario di un parroco di campagna, Introduzione, trad. e cura di Stefania Ricciardi, Collana Tascabili n.1461, Milano-Firenze, Bompiani, 2021, ISBN 978-88-301-0682-6.